# Pol Bārez
Pol Bārez (persiska: پُل بارِز) är en ort i Iran.   Den ligger i provinsen Chahar Mahal och Bakhtiari, i den centrala delen av landet, 500 km söder om huvudstaden Teheran. Pol Bārez ligger 907 meter över havet och antalet invånare är 181.
Terrängen runt Pol Bārez är kuperad åt nordost, men åt sydväst är den bergig. Pol Bārez ligger nere i en dal. Runt Pol Bārez är det ganska glesbefolkat, med 39 invånare per kvadratkilometer. Närmaste större samhälle är Deh Now-ye Bārez, 0,61 km väster om Pol Bārez. Omgivningarna runt Pol Bārez är i huvudsak ett öppet busklandskap.